# Synlett
Synlett ist eine wissenschaftliche Zeitschrift für synthetische organische Chemie, insbesondere für die Publikation vorläufiger Mitteilungen und für Übersichtsartikel. Vorsitzender des Herausgebergremiums ist Benjamin List vom Max-Planck-Institut für Kohlenforschung in Mülheim an der Ruhr.
Der Impact Factor lag im Jahr 2019 bei 2,006. Nach der Statistik des ISI Web of Knowledge wurde das Journal 2014 in der Kategorie organische Chemie an 20. Stelle von 57 Zeitschriften geführt.
Die Schwesterzeitschriften Synthesis und Synfacts erscheinen im gleichen Verlag.